# Сиодмак, Роберт
Роберт Сио́дмак (или Сьодмак; англ. Robert Siodmak; нем. Robert Siodmak; 8 августа 1900 — 10 марта 1973) — немецкий и американский кинорежиссёр, более всего известный своими фильмами нуар 1940-х годов.
Сиодмак зарекомендовал себя как «мастер напряжённых криминальных фильмов, который в середине 1940-х годов применил свою немецкую чувствительность к серии изысканных по стилю голливудских триллеров». В своём творчестве он «успешно сочетал технику немецкого экспрессионизма с современными стилями американского кино, в особенности, с нуаром, создав целую серию мрачных, порою страшных и всегда запоминающихся фильмов».
«Карьера Роберта Сиодмака — одна из самых недооценённых и непонятых в истории Голливуда… Среди поклонников кино, особенно тех, кто высоко ценит нуаровые триллеры, Сиодмак считается ведущим архитектором этого жанра. Ни один другой режиссёр не создал столько качественных фильмов нуар, как Сиодмак… К его наиболее значимым фильмам нуар относятся „Леди-призрак“, „Странное дело дяди Гарри“, „Винтовая лестница“, „Убийцы“, „Тёмное зеркало“, „Плач большого города“, „Крест-накрест“ и „Дело Тельмы Джордон“». В общей сложности он поставил 12 фильмов нуар, больше чем любой другой режиссёр.
Карьера Сиодмака особенно блистала в короткий десятилетний промежуток с 1943 по 1953 год, и «именно отрезок времени является зенитом нуарового цикла. Конечно, его работа в этот промежуток была очень плодотворной, но то обстоятельство, что он так и не вышел за рамки жанра нуар, для многих стало основанием поставить под сомнение его режиссёрское дарование»… Но «если он и не смог раздвинуть вширь свой режиссёрский диапазон, то смог создать режиссёрскую глубину нуарового цикла, не имеющую себе равных в истории Голливуда»… «Сиодмак поставил несколько фильмов, которыми восхищаются многие критики, тем не менее, его фильмы редко попадают в списки лучших картин всех времён», во многом потому, что «его карьера развивалась параллельно с карьерой затмившего его Альфреда Хичкока».
В 1946 году три фильма Сиодмака были удостоены номинаций на «Оскар» в различных категориях: актриса Этель Берримор — за лучшую женскую роль второго плана в фильме «Винтовая лестница», сам Сиодмак — за режиссуру фильма «Убийцы», Владимир Познер — за оригинальную историю фильма «Тёмное зеркало». Кроме того, за фильм «Убийцы» номинации на Оскар получили: Энтони Вейлер — за сценарий, Миклош Рожа — за музыку и Артер Хилтон — за монтаж. В 2008 году фильм «Убийцы» был включён в Национальный реестр фильмов, выбранных Национальным советом США по сохранности фильмов для хранения в Библиотеке Конгресса.
Сиодмак считается актёрским режиссёром, он открыл зрителю Берта Ланкастера, и смог раскрыть потенциал таких актрис, как Ава Гарднер, Оливия де Хавилланд, Дороти МакГуайр, Ивонн де Карло, Барбара Стэнвик и Элла Рейнс.

## Биография

### Ранние годы
Роберт Сиодмак родился 8 августа 1900 года в Дрездене (Германия) в еврейской семье. Место рождения Сиодмака остаётся предметом дискуссии. Некоторые исследователи утверждают, что он родился в Мемфисе, штата Теннесси, в 1900 году, когда его мать и отец-банкир проводили отпуск в Америке, после чего семья Сиодмаков вернулась домой в Дрезден. Другие же утверждают, что Сиодмак родился в Дрездене, а рождение в Америке было «мифом для того, чтобы получить американскую визу в Париже». Младший брат Роберта, Курт Сиодмак, также стал заметной фигурой в Голливуде, известным писателем и киносценаристом.
Роберт Сиодмак вырос в Германии, и после завершения обучения в Университете Марбурга, попробовал себя в роли актёра в местных театрах. В 1925 году Сиодмак пришёл в кино, став редактором и сценаристом у немецкого режиссёра и продюсера Курта Бернхардта. В 1926 году дядя Сиодмака, известный продюсер Сеймур Небензал пригласил Сиодмака на государственную киностудию «Универсум филм АГ (УФА)» для составления оригинальных немых фильмов из материала старых плёнок, хранящихся на складе.

### Кинокарьера в Германии: 1929—1933 годы
После двух лет работы, в 1929 году Сиодмак смог убедить Небензала профинансировать его экспериментальный фильм «Мужчины в воскресенье» (1930) по рассказу его брата Курта. Фильм, который «по существу представляет собой серию беззаботных виньеток с участием непрофессиональных актёров», рассказывает о двух молодых друзьях, весело проводящих воскресенье на озере в компании двух девушек, прежде чем вернуться к своим каждодневным делам. Фильм оказался довольно удачным, он был положительно принят критикой и умел успех у широкой публики. В работе над фильмом приняли участие многие будущие звезды Голливуда: Эдгар Г. Ульмер был сорежиссёром, Билли Уайлдер — соавтором сценария, а Фред Циннеман — вторым оператором. «В сотрудничестве с этими одарёнными людьми неизбежно формировались крепкие режиссёрские навыки Сиодмака». Популярность этого небольшого фильма привела к контракту с продюсером Эрихом Поммером на государственной киностудии «УФА».
В начале 1930-х годов Сиодмак поставил в Германии ещё несколько достаточно успешных фильмов: трагикомедию о любви, проблемах и несчастьях жильцов многоквартирного дома «Прощание» (1930). Этот первый сольный фильм Сиодмака в качестве режиссёра «был своего рода „Гранд отелем“ рабочего класса. Сценарий фильма написал (знаменитый впоследствии режиссёр) Эмерик Прессбургер, которого Сиодмак „открыл“, работая специалистом по поиску новых сценаристов. Техническое исполнение, экспериментальный дух и свежесть идей этого фильма заявили о появлении важного нового дарования в немецком кино».
Последовала серия достаточно удачных криминальных драм. В центре картины «Предварительное слушание» (1931) было расследование дела об убийстве проститутки, в котором сын прокурора был главным подозреваемым. Эта картина укрепила статус Сиодмака, как ведущего представителя экспрессионизма, использующего освещение и операторскую работу для передачи настроений и эмоций, таких как страх и отвращение. «Предварительное слушание» было «во многом победой стиля над содержанием, наполненное атмосферой и реалистическими подробностями, как в изображении, так и в звуке. Там присутствуют и необычные ракурсы и крупные планы, вспышки света и случайные звуки (в частности, царапанье линейкой по нагревательным трубам для запугивания допрашиваемого подозреваемого), которые ранее никогда не использовались столь выразительно и значимо».
Ещё одной значимой работой Сиодмака в качестве режиссёра стала трагикомедия «Человек, который ищет своего убийцу» (1931), в работе над сценарием которого вновь приняли участие его брат Курт и Билли Уайлдер. В картине рассказывается история отчаявшегося мужчины, который устал от жизни, но слишком труслив, чтобы покончить жизнь самоубийством. Он заключает контракт на убийство самого себя, но уже после передачи заказа неизвестному лицу, он влюбляется в девушку, решает отказаться от заказа и вынужден выслеживать своего убийцу, чтоб не быть убитым самому. Фильм опередил своё время (а сюжет впоследствии копировался многократно), но не имел успеха в прокате. Римейк этого фильма под названием «Я нанял наёмного убийцу» (1990) снял известный финский режиссёр Аки Каурисмяки.
«Буря страсти» (1932) рассказывал о преступнике, который выйдя на свободу, убивает соблазнителя своей невесты и подается в бега, а когда она вновь изменяет ему, сам сдается полиции. Кроме того, Сиодмак снял несколько незатейливых комедий, таких как «Квик» (1932), историю богатой девушки на курорте, влюблённой одновременно в клоуна и директора цирка, который оказывается одним и тем же лицом. Последним фильмом Сиодмака, снятым перед отъездом из Германии стала драма взросления «Жгучая тайна» (1933) по одноимённом роману Стефана Цвейга 1911 года.
Всего за период своей достаточно успешной режиссёрской карьеры в Германии Сиодмак создал в общей сложности 15 фильмов. Сиодмак был уже признанным режиссёром, однако приход нацистской партии к власти в Германии вынудил его бежать в Париж.

### Работа во Франции: 1934—1939
В начале своей карьеры во Франции Сиодмак делал довольно легковесные комедии, такие как «Кризис завершен» (1934) с Даниель Дарьё о группе актёров, которая после увольнения из театра, вынуждена сама ставить спектакль, «Мистер Флоу» (1936) о взломщике сейфов в Париже, которого в конце концов обманывает его собственная напарница. Жанру оперетты были посвящены фильмы «Симфония любви» (1936) и «Парижская жизнь» (1936). Первый фильм представляет собой романтическую музыкальную мелодраму о молодом талантливом композиторе. Комедия «Парижская жизнь» рассказывает о богатом бразильце, который влюбляется в звезду оперетты Жака Оффенбаха «Парижская жизнь», и через 35 лет приезжает вновь, чтобы жениться на ней.
К более серьёзным фильмам парижского периода следует отнести криминальный триллер с социальным подтекстом «Белый груз» (1937) и психологическую драму «Моленар» (1938). В первом фильме двое журналистов расследуют дело о переправке европейских женщин в бордели Южной Америки. «Моленар» (1938) рассказывает тяжёлую историю ненависти жены и детей к мужу и отцу, капитану дальнего плавания, который после инсульта оказывается прикованным к постели. Лучшим фильмом французского этапа Сиодмака стала «Ловушка» (1939), плотный саспенс-триллер об охоте в Париже на серийного убийцу в стиле Джека Потрошителя.

### Начало карьеры в Голливуде: 1940—1944
С началом Второй мировой войны, под угрозой вступления нацистов в Париж Сиодмак перебрался в Голливуд, где в 1941 году заключил свой первый контракт со студией «Парамаунт». Для неё он поставил три не очень впечатляющих фильма категории В: комедийную мелодраму «Вдова из Вест-пойнта» (1941), триллер о тайных преступных операциях нацистов «Ночной полёт» (1942) и романтическую комедию «Моё сердце принадлежит папе» (1942).
В 1943 году Сиодмак поставил достаточно удачную психологическую драму «Помнить кого-то» (1943) о пожилой богатой женщине, у которой когда-то пропал сын. С тех пор она живёт в гостинице, в которой рассталась с сыном в последний раз, надеясь, что он вернётся. Однажды в гостиницу заселяется группа студентов, и женщина привязывается к одному из них, начиная воспринимать его как своего внука. Через некоторое время к этому студенту должен приехать отец, который, по мнению женщины, и есть её сын. Так и не дождавшись его приезда, она умирает в счастливом неведении.

### Первые фильмы для Юниверсал: 1943—1944
Сиодмак не был доволен тем, что за ним стала закрепляться репутация режиссёра категории В. У него зародилась надежда на прогресс в карьере, когда «его брат Курт, который эмигрировал в Америку в 1937 году и добился успеха как сценарист фильмов ужасов, помог ему получить должность режиссёра на студии „Юнивёрсал“». В 1943 году Сиодмак заключил семилетний контракт со студией, и стал штатным режиссёром компании, где помимо постановки собственных фильмов в его обязанности входила доработка и спасение неудачных и слабых фильмов других режиссёров.
Сиодмак «нашёл свою нишу на „Юнивёрсал“, студии, известной своим комбинированием экспрессионистской техники с голливудским неореализмом, в особенности, в жанрах хоррор и триллер. Опыт монтажа и съёмок во Франции на сравнительно малых бюджетах позволил Сиодмаку создать на „Юнивёрсал“ немало качественных фильмов, которые смотрелись очень хорошо, хотя и не были дорогими в производстве».
В 1943 году Сиодмак поставил по рассказу своего брата Курта фильм «Сын Дракулы» (1943), третий из серии фильмов про Дракулу и «лучший из поздних фильмов ужасов компании „Юнивёрсал“», в котором «начали проявляться истоки стиля Сиодмака». Действие фильма разворачивается на болотистых землях юга США, где селится таинственный граф Алукард (Лон Чейни). Увлечённая оккультизмом наследница богатого рода восхищена Алукардом, и вскоре соглашается стать его женой. Однако её бывший жених вместе с местным врачом и психологом приходят к выводу, что Алукард является потомком вампира Графа Дракулы и вступают в борьбу с ним, чтобы спасти бедную девушку. Это был не самый лучший фильм ужасов у «Юниверсал», тем не менее, он пользовался достаточным успехом у публики, что позволило Сиодмаку в дальнейшем перейти к производству более качественных и дорогостоящих фильмов.
Коммерчески не менее успешным стал и первый фильм Сиодмака категории А, его первая цветная картина «Женщина с Кобры» (1944), выполненная «в кричаще ярком Текниколоре». Действие этого приключенческого фильма происходит на островах в южных широтах Тихого океана, где накануне свадьбы с Раму красавицу Толлею похищают и доставляют на таинственный остров Кобра. Там правит её сестра-близнец коварная, алчная и амбициозная Наджа, которая мучает свой народ и извращает его веру. Толлея и Наджа вступают как в борьбу за власть на острове, так и за Раму, в которого обе влюблены. В итоге Толлеа должна выбирать между любовью к Раму и долгом, судьбой и своим правом на власть. Хотя этот примитивный по сути фильм мало что дал Сиодмаку в творческом плане, «он раскрыл его склонность к экспериментированию с цветом и визуальной эстетикой», а также пользовался заметным успехом у публики.

### Лучшие фильмы нуар: 1944—1949
Сиодмак достиг своего творческого пика на студии «Юнивёрсал», «создавая искусные нуаровые триллеры, такие как „Леди-призрак“ (1944), „Подозреваемый“ (1945), „Странное дело дяди Гарри“ (1945), „Тёмное зеркало“ (1946) и выдающуюся пару криминальных драм „Крест-накрест“ (1949) и „Плач большого города“ (1949). Главным в успехе этих картин была способность Сиодмака создать зловещую атмосферу и страх от каждой тёмной тени, при этом поддерживая напряжённое и увлекательное повествование». Американские фильмы Сиодмака, по оценке Эндрю Сэрриса, «были даже более германскими, чем его немецкие фильмы, они были наполнены тёмными атмосферами. Все они содержат серьёзно беспокойное качество при последующих просмотрах».
Сразу после завершения работы над «Коброй» Сиодмаку поручили поставить «Леди-призрак» (1944), фильмом, который многие считают первым по-настоящему знаковым нуаром". В центре внимания картины, поставленной по роману известного автора «крутых детективов» Корнела Вулрича, был поиск таинственно исчезнувшей свидетельницы, который ведёт молодая и очаровательная сотрудница архитектурного бюро (Элла Рейнс) с тем, чтобы спасти своего шефа от смертной казни за убийство жены. «Фильм поддерживал саспенс на всём своем протяжении и быстрый темп развития событий, использовал мрачное освещение и умные маленькие штрихи, такие как необычная шляпка, благодаря которой удаётся найти ключевого свидетеля. Сиодмак также показал умение добиться сильной игры от актёров, особенно, от Франшо Тоуна в роли убийцы». «Фильм создал Сиодмаку положение одного из высших иерархов жанра, фильмы нуар Сиодмака стали архетипом». Другие же, среди них Дэвид Шипмен, утверждали, что поглощённость Сиодмака этим жанром «не только не дала возможность укрепить его репутацию, но буквально разрушила её», превратив его в однотипного режиссёра.
Вслед за успехом этого фильма Сиодмак поставил «Рождественские каникулы» (1944) по мотивам одноимённого романа 1939 года знаменитого английского писателя и драматурга Сомерсета Моэма, действие которого перенесено в США периода Второй мировой войны. Молодой лейтенант по пути домой в Новом Орлеане знакомится с певицей кабаре (Дина Дурбин), которая рассказывает ему историю своего несчастного брака с аристократом из южных штатов (Джин Келли). Он оказался игроманом, психически зависимым от матери, к тому же совершил убийство. Она долго защищала его, но после того, как отказалась подтвердить его алиби, муж получил пожизненный срок. Дурбин, которая обычно играла «простых и понятных девушек с хорошим голоском», на этот раз получила по-настоящему драматическую роль и справилась с ней весьма достойно. Тем не менее, её затмевает другая будущая звезда киномюзиклов Келли, создающий убедительный портрет порочного психопата, буквально пожираемого своими внутренними демонами. Автор музыки Ханс Солтер завоевал за работу над этим фильмом номинацию на Оскар.
Следующим отличным фильмом нуар Сиодмака стала мелодрама «Подозреваемый» (1944), действие которой происходит в Лондоне в начале XX века. В главной роли добропорядочного человека, который ради спасения чести невинной девушки (Элла Рейнс) убивает сначала свою сварливую жену, а затем и шантажиста, снялся Чарльз Лоутон.
В «Странном деле дяди Гарри» (1945) обаятельный дизайнер в небольшом городке в Новой Англии (Джордж Сандерс), живущий с двумя незамужними сёстрами, решает жениться, одна из сестёр всеми силами пытается разрушить этот брак, доводя брата до такого состояния, что он готов убить свою сестру. Даму сердца главного героя в этом фильме вновь сыграла Элла Рейнс, эта картина стала её третьей совместной работой с Сиодмаком.
Стильный триллер «Винтовая лестница» (1945), результат совместного производства студии РКО и независимого продюсера Дэвида О. Селзника, «широко признан как шедевр Сиодмака». Действие картины разворачивается в готической усадьбе в Новой Англии в 1906 году на фоне всё нарастающей грозы и повествует о серии убийств девушек-инвалидов обезумевшим учёным-перфекционистом. Фильм богат историческими деталями и подробностями, Сиодмак активно использует необычные ракурсы, мерцающий свет, отражения и дезориентирующие зеркальные образы, чтобы передать ужас, «точно также как Мурнау делал это в своём немом классическом фильме ужасов „Носферату, симфония ужаса“» (1922). Актриса Этель Берримор получила номаницию на Оскар за лучшую роль второго плана.
Прочно укрепившись в качестве режиссёра фильмов категории А, Сиодмак приступил к постановке фильма «Убийцы» (1946), высококлассного фильма нуар, поставленного по мотивам рассказа Эрнеста Хемингуэя 1927 года. Признанный сегодня одним из лучших в своём жанре, «Убийцы», по большей части покрыт завесой теней, которые в сочетании с повествованием, построенным практически полностью на флэшбеках и сценах, снятых сверху, вызывает чувство клаустрофобии и надвигающейся беды. Фильм «Убийцы» затрагивает буквально каждую главную тему нуара… преследующую героя роковую женщину (Ава Гарднер), богатую идеями сцену ограбления, психиатрические портреты группы профессиональных гангстеров, несущий разрушительные последствия двойной обман, дух тяжёлого фатализма, и крутого главного героя, обречённого своей экзистенциальной судьбой (Берт Ланкастер). Каждый этот мотив проработан точно и стильно. «Убийцы» стал вехой в развитии жанра фильм нуар и сыграл ключевую роль в начале карьер Берта Ланкастера и Авы Гарднер, и прочно перевёл Сиодмака в категорию А. Фильм был номинирован на четыре Оскара, в том числе Сиодмак за режиссуру. В 1964 году режиссёр Дон Сигел поставил достаточно удачный одноимённый римейк этого фильма с Джоном Кассаветисом, Энджи Дикинсон и Ли Марвином в главных ролях.
Затем Сиодмак поставил психологический триллер «Тёмное зеркало» (1946) о двух идентичных близнецах (которых сыграла Оливия де Хавилланд), одна из которых является психопатической убийцей. Однако ни полиция, ни свидетели не могут определённо утверждать, какая из сестёр совершает преступления, так как внешне они неразличимы. «Сегодня картина относится к числу самых высоко ценимых фильмов нуар». Владимир Познер был номинирован на Оскар за лучшую оригинальную историю, положенную в основу сценария.
Сиодмак продолжал работать в том же направлении, поставив криминальный триллер «Плач большого города» (1948) о полицейском детективе в Нью-Йорке (Виктор Мэтьюр), который преследует своего школьного друга, ставшего убийцей (Ричард Конте).
Жестокая, полная саспенса криминальная мелодрама «Крест-накрест» (1949) рассказывает о добропорядочном, но морально слабом водителе инкассаторского броневика (Берт Ланкастер), который настолько ослеплён любовной страстью к своей бывшей жене (Ивонн де Карло), что ради неё идёт на преступление и вступает в сговор с гангстерами. «Героиня играет с его фаталистической страстью по отношению к ней, понимая, что может манипулировать им ради собственной материальной выгоды. Их отношения из разряда невозможных, и всё же они знают, что должны участвовать в их разрушении ради удовлетворения собственных эгоистичных желаний. Для него эти желания плотские, для неё — финансовые». Хотя «Крест-накрест» был несколько слабее классического фильма Сиодмака «Убийцы», тем не менее он наполнен стильной атмосферой, интригующими и неожиданными поворотами сюжета, демонстрацией человеческих пороков и фатализмом, продемонстрировав в полной мере определяющие черты фильма нуар. Ремейк этого фильма под названием «Там, внутри» (1995) поставил известный американский режиссёр Стивен Содерберг.
В стильном фильме нуар «Дело Тельмы Джордон» (1950) загадочная роковая женщина Тельма Джордон (Барбара Стэнвик) вовлекает помощника окружного прокурора в противозаконную любовную связь, и обманув его, уничтожает улики, связанные с убийством её богатой тети, которое совершает её сообщник и любовник. «Барбара Стэнвик предстаёт во всей своей красе в роли беспощадной, манипулирующей роковой женщины в духе Филлис Дитрихсен или Марты Айверс». Однако в отличие от холодной и бесстрастной роковой женщины в других фильмах нуар, у Тельмы есть и сердце, способное любить, и желание делать добро. Стэнвик полностью понимает неоднозначность и сложность своего персонажа и выдаёт одну из своих лучших ролей. Картина содержит многие другие характерные черты фильма нуар, это и закрученный сюжет, и трагические промахи главных героев, и обречённый, эротический подтекст, и стильная чёрно-белая операторская работа с безупречной постановкой и почти что физически ощутимым напряжением во всём.
«К концу 1940-х годов Сиодмак создал себе репутацию мастера саспенса и ужаса, уступающего только Хичкоку».

### Последние работы в Голливуде: 1949—1952
Последними четырьмя фильмами Сиодмака перед завершением его голливудского периода стали «Великий грешник» (1949), «Депортированный» (1950), «Свисток в Итон Фоллс» (1951) и «Красный корсар» (1952).
Драма «Великий грешник» (1949) поставлена по мотивам романа Фёдора Достоевского «Игрок» (1867). Грегори Пек играет роль молодого русского аристократа и писателя, который в парижском поезде знакомится и влюбляется в даму (Ава Гарднер), которая должна выйти замуж за владельца казино в Монте-Карло. Ради неё он начинает играть, проигрывает все свои деньги, теряет друзей, и заканчивает кражей в бедной церкви. Криминальная драма «Депортированный» (1950) рассказывала о высланном из США итальянском гангстере, который, вернувшись на родину, занялся мошенничеством, грабежами и убийствами, борясь как с местной мафией, так и с органами власти. «Свисток в Итон Фоллс» (1951) был малоинтересной драмой о производственном конфликте между администрацией и профсоюзами на фабрике по производству пластмасс в Нью-Гемпшире. Эти три ленты в целом не оправдали ожиданий и заметно уступали по качеству фильмам нуар Сиодмака.
По иронии судьбы, его последним американским фильмом стал «Красный корсар» (1952) с Бертом Ланкастером, костюмированная сатира с элементами балагана, которая была также хороша, как и его триллеры. Фильм резко контрастировал с обычными работами Сиодмака, это был крепкий, многоцветный, весёлый пиратский фильм с впечатляющими сценами экшна, «которому не было равных в этом жанре вплоть до „Пиратов Карибского моря“ полвека спустя. Это была лебединая песня Сиодмака в Голливуде».
«Когда нуар прошёл свой зенит в начале 1950-х годов, основа творчества Сиодмака в Голливуде стала таять». В 1953 году он в течение пяти месяцев работал с романистом Баддом Шульбергом над сценарием, который позднее вылился в драму «В порту» (1954). Но поскольку Шульберг поддерживал связи с коммунистами, работа была прервана. Права на сценарий выкупил продюсер Сэм Шпигель, пригласив в качестве режиссёра Элию Казана. Вышедший фильм добился широкого признания и завоевал восемь Оскаров. Сиодмак подал в суд на Шпигеля за нарушение авторских прав на 100 тысяч долларов и выиграл процесс, но тем не менее его имя и вклад так и не были отражены в титрах фильма".

### Успешная карьера в Европе: 1953—1958
В 1953 году Сиодмак уехал из Америки и возобновил карьеру в Европе, сначала во Франции, а потом в Германии, Англии и Испании, где вплоть до 1965 года снял ещё 16 фильмов.
Первой его европейской работой после возвращения стала французская романтическая и немного мистическая драма «Большая игра» (1954), ремейк одноимённого фильма Жака Фейдера 1934 года. Она рассказывает о молодом юристе, который завербовался во Французский иностранный легион и отправился служить в Сахару, где в одном из племен встретил девушку, как две капли воды похожую на его возлюбленную. Она ничего не помнила о себе, и своими рассказами он постепенно стал формировать её прошлое, но в этот момент из Франции приехала его возлюбленная. Двойную роль в этом фильме сыграла итальянская звезда Джина Лоллобриджида.
Сиодмак вернулся в Германию, где поставил несколько интересных фильмов, наиболее значимыми среди которых были «глубокие, мастерские и прекрасные немецкие мелодрамы» «Крысы» (1955) с Марией Шелл в роли бездомной беременной 20-летней девушки в кошмарном мире сожжённого послевоенного Берлина; и «Ночь, когда приходил дьявол» (1957), история о серийном убийце в Гамбурге с Марио Адорфом в главной роли, напомнившей об «М» (1931) Фрица Ланга, этот сильный, напряжённый фильм выделялся реалистичной трактовкой сюжета.
Социально-политическая драма «Крысы» (1955) поставлена по одноимённой пьесе 1911 года знаменитого немецкого драматурга Герхарта Гауптмана, действие которой перенесено в Берлин начала 1950-х годов. Фильм рассказывает историю девушки в Восточной Германии, которая мечтает получить фальшивый паспорт, чтобы уехать на Запад. Чтобы достать деньги она продаёт своего незаконнорождённого ребёнка другой женщине, которая надеется, что ребёнок сблизит её с мужем и наладит семейную жизнь. Крысы бегают в кадре и обгрызают опорные столбы, однако в данном случае речь идёт о крысах-людях, в первую очередь, имеется в виду подлый мошенник, который бросил забеременевшую от него молодую девушку. В 1955 году фильм принёс Сиодмаку «Золотого медведя» Берлинского международного кинофестиваля, а Горан Стриндберг получил Немецкую кинопремию за лучшую операторскую работу.
Политический криминальный триллер «Ночь, когда приходил дьявол» (1957) поставлен на реальном материале. В Гамбурге в последние месяцы гитлеровского режима происходит серия изнасилований и удушений молодых женщин. Дело расследуют офицер СС и беспартийный полицейский детектив. Довольно быстро им удается выяснить, что преступником является психически больной Бруно Людке. Однако, чтобы скрыть тот факт, что в Германии на протяжении десяти лет беспрепятственно орудовал маньяк, убивший 80 женщин, СС обвиняет в преступлении и казнит невинного человека. Помимо увлекательно сюжета фильм прекрасно передал атмосферу, царившую в городах Германии накануне краха нацистского режима. В 1958 году фильм был номинирован на «Оскар» как лучший иностранный фильм, кроме того, Сиодмак получил за этот фильм приз как лучший режиссёр на Международном кинофестивале в Карловых Варах. Фильм получил также 9 кинопремий Германии, включая награду как выдающийся фильм и награду Сиодмаку как лучшему режиссёру.

### Серия проходных европейских фильмов: 1958—1969
В 1957 году Сиодмак был режиссёром одного из фильмов британского телесериала «ОСС» (1957-58), в котором рассказывалось о работе американского разведчика в оккупированной Франции во время Второй мировой войны.
В дальнейшем «он ставил в основном не выдающиеся картины вплоть до 1960-х годов», такие как «Доротея Ангерманн» (1958) и «Катя — некоронованная царица» (1959). В драме «Доротея Ангерманн» (1958) по пьесе Гауптмана рассказана «довольно старомодная история женщины», обвинённой в убийстве своего жестокого мужа, за которого она вышла вопреки своему желанию. Фильм «Катя — некоронованная царица» (1959) была недостоверной костюмированной мелодрамой, действие которой происходило при дворе императора Александра II, в этом фильме главную роль сыграла популярная австрийская актриса Роми Шнайдер.
Снятая в Великобритании нуаровая драма «Грубый и нежный» (1959) рассказывает историю археолога, обручённого с дочерью богатого издателя, который накануне свадьбы бросает свою невесту ради «нимфоманки с мазохистскими наклонностями», с которой случайно знакомится в пабе. Попытка вырвать её из разрушительных связей с подонком и грубияном в итоге приводит к плачевным для него последствиям. Сам Сиодмак был крайне низкого мнения об этом фильме, заявив, что «видел фильмы и хуже, но ненамного хуже».
Фильмы «Мой школьный друг» (1960), «Афера Нины Б.» (1961) и «Побег из Восточного Берлина» (1962) каждый по своему освещали историю современной Германии. Трагикомическая сатира «Мой школьный друг» (1960) рассказывает о том, как современная Германия преодолевает последствия нацистского прошлого. Пост-нуаровый политический триллер «Афера Нины Б.» (1961) посвящён борьбе таинственного незнакомца за власть в крупной немецкой корпорации, которую он ведёт с группой бывших нацистов. Наиболее известным фильмом этого периода стал «Побег из Восточного Берлина» (1962), в котором в полудокументальном ключе рассказывается история реального побега в январе 1962 года 29 жителей Восточного Берлина по специально выкопанному тоннелю под берлинской стеной.
В середине 1960-х годов Сиодмак снял три малозначимых приключенческих ленты: «Жёлтый дьявол» (1964), действие которого происходит в Албании, а также «Сокровища ацтеков» (1965) и «Пирамида сынов Солнца» (1965), действие которых происходит в Мексике в середине XIX века.
Последними заметными фильмами Сиодмака были международные проекты: «Последний подвиг» (1967), который снимался в Испании с Робертом Шоу в заглавной роли; и «Битва за Рим I» (1968) с Лоренсом Харви и Орсоном Уэллсом. Ни тот, ни другой фильм не имел успеха. Снятый в Испании международный вестерн «Последний подвиг» (1968) посвящён герою войны между Севером и Югом и индейских войн, генералу кавалерии Джорджу Кастеру. Фильм имел свои интересные моменты, особенно, в плане постановки масштабных сцен сражений, но ему явно не хватало гармонии, правдоподобия и целостности, необходимой для хорошего исторического вестерна. Последней работой Сиодмака в кино стала историческая эпопея в двух частях «Битва за Рим» (1968-69), посвящённая осаде Рима готами в 526 году. Фильм, составляющий в полном варианте 3 часа, отличался звёздным составом исполнителей и особенно массовыми съёмками боевых сражений, в которых были задействованы шесть эскадронов румынской кавалерии. Однако в целом фильм выглядел старомодным, манерным и не увлекательным. В 1973 году была смонтирована 94-минутная версия фильма.

### Последние годы жизни
Роберт Сиодмак ушёл из киноиндустрии в 1970 году. Последним его публичным выступлением было интервью для швейцарского телевидения, записанное в его доме в Асконе в 1971 году. Роберт Сиодмак умер от сердечного приступа 10 марта 1973 года, через семь недель после смерти жены, в больнице швейцарского города Локарно.

## Фильмография

### Режиссёр
- 1930 — Мужчины в воскресенье / Menschen am Sonntag
- 1930 — Прощание / Abschied
- 1931 — Человек, который ищет своего убийцу / Der Mann, der seinen Mörder sucht
- 1931 — Предварительное следствие / Voruntersuchung
- 1931 — Вокруг одного расследования / Autour d’une enquête
- 1932 — Буря страсти / Stürme der Leidenschaft
- 1932 — Суматоха / Tumultes
- 1932 — Квик[англ.] / Quick
- 1933 — Жгучая тайна / Brennendes Geheimnis
- 1933 — Слабый пол / Le Sexe faible
- 1934 — Кризис завершён / La Crise est finie
- 1936 — Парижская жизнь / La Vie parisienne
- 1936 — Мистер Флоу / Mister Flow
- 1937 — Белый груз / Cargaison blanche
- 1938 — Моленар / Mollenard
- 1938 — Ультиматум / Ultimatum
- 1939 — Западня / Pièges
- 1941 — Вдова из Уэст-пойнта / West Point Widow
- 1942 — Ночной полёт / Fly-By-Night
- 1942 — Ночь перед разводом / The Night Before the Divorce
- 1942 — Моё сердце принадлежит папе / My Heart Belongs to Daddy
- 1943 — Помнить кого-то / Someone to Remember
- 1943 — Сын Дракулы / Son of Dracula
- 1944 — Леди-призрак / Phantom Lady
- 1944 — Женщина с Кобры / Cobra Woman
- 1944 — Рождественские каникулы / Christmas Holiday
- 1944 — Подозреваемый / The Suspect
- 1945 — Странное дело дяди Гарри / The Strange Affair of Uncle Harry
- 1945 — Винтовая лестница / The Spiral Staircase
- 1946 — Убийцы / The Killers
- 1946 — Тёмное зеркало / The Dark Mirror
- 1947 — С незапамятных времён / Time Out of Mind
- 1948 — Плач большого города / Cry of the City
- 1949 — Крест-накрест / Criss Cross
- 1949 — Великий грешник / The Great Sinner
- 1950 — Дело Тельмы Джордон / The File on Thelma Jordon
- 1950 — Депортированный / Deported
- 1951 — Свисток в Итон-фоллс / The Whistle at Eaton Falls
- 1952 — Красный корсар / The Crimson Pirate
- 1954 — Большая игра/ Le Grand jeu
- 1955 — Крысы / Die Ratten
- 1956 — Мой папа, актёр / Mein Vater, der Schauspieler
- 1957 — Ночь, когда приходил дьявол / Nachts, wenn der Teufel kam
- 1959 — Доротея Ангерманн / Dorothea Angermann
- 1959 — Катя — некоронованная царица / Katia
- 1959 — Грубый и нежный / The Rough and the Smooth
- 1960 — Сумасшедший поневоле / Mein Schulfreund
- 1961 — Дело Нины Б. L’affaire Nina B.
- 1962 — Побег из Восточного Берлина / Escape from East Berlin
- 1964 — Жёлтый дьявол / Der Schut
- 1965 — Сокровища ацтеков / Der Schatz der Azteken
- 1965 — Пирамида сынов Солнца / Die Pyramide des Sonnengottes
- 1967 — Последний подвиг / Custer of the West
- 1968 — Битва за Рим / Kampf um Rom I
- 1969 — Битва за Рим-2 / Kampf um Rom II — Der Verrat

## Награды и номинации
- 1947 — номинация на Оскар как лучшему режиссёру за фильм «Убийцы» (1946)
- 1947 — Премия Эдгара Алана По за лучший фильм (фильм «Убийцы»)
- 1954 — номинация на Гран-при Каннского кинофестиваля за фильм «Большая игра» (1954)
- 1955 — Золотой медведь Берлинского международного кинофестиваля за фильм «Крысы» (1955)
- 1958 — Немецкая кинопремия за лучшую режиссуру за фильм «Дьявол приходил по ночам» (1957)
- 1958 — Премия лучшему режиссёру Международного кинофестиваля в Карловых Варах за фильм «Дьявол приходил по ночам» (1957)
- 1971 — Почётная награда Немецкой кинопремии за многолетний личный вклад в немецкое кино[20]